# Poliizopren

Struktura cis-1,4-poliizoprenu

Poliizopreny – grupa organicznych związków chemicznych, polimerów otrzymywanych poprzez polimeryzację izoprenu. Są one głównym składnikiem kauczuku naturalnego (w którym przeważająca jest struktura cis-1,4-poliizoprenu) oraz gutaperki (w której występuje głównie struktura trans-1,4-poliizoprenu). Syntetycznie możliwe jest otrzymanie polimerów o wysokiej zawartości merów o strukturze 1,2- i 3,4-poliizoprenowej.